# Wereldbeker veldrijden 2003-2004
De wereldbeker veldrijden 2003-2004 was het elfde seizoen van deze wedstrijdenserie in het veldrijden. De competitie ging van start op 26 oktober en eindigde op 12 februari. De wereldbeker telde dit seizoen 6 veldritten. Winnaar werd de Nederlander Richard Groenendaal.
De wereldbeker bestond uit de volgende categorieën:
- Mannen elite
- Vrouwen elite

## Mannen elite

### Kalender en podia
| Datum      | Locatie    | Eerste              | Tweede              | Derde           | Leider in het klassement |
| ---------- | ---------- | ------------------- | ------------------- | --------------- | ------------------------ |
| 26/10/2003 | Turijn     | Sven Nys            | Sven Vanthourenhout | Ben Berden      | Sven Nys                 |
| 16/11/2003 | St. Wendel | Sven Nys            | Jiri Pospisil       | Ben Berden      | Sven Nys                 |
| 07/12/2003 | Wetzikon   | Sven Nys            | Bart Wellens        | Tom Vannoppen   | Sven Nys                 |
| 28/12/2003 | Koksijde   | Ben Berden          | Richard Groenendaal | Erwin Vervecken | Sven Nys                 |
| 18/01/2004 | Nommay     | Bart Wellens        | Richard Groenendaal | Erwin Vervecken | Sven Nys                 |
| 12/02/2004 | Pijnacker  | Richard Groenendaal | Tom Vannoppen       | Erwin Vervecken | Richard Groenendaal      |

### Eindklassement
| Pos. | Renner              | TUR | WEN | WET | KOK | NOM | PIJ | Punten |
| ---- | ------------------- | --- | --- | --- | --- | --- | --- | ------ |
| 1    | Richard Groenendaal | 40  | 24  | 26  | 50  | 50  | 120 | 310    |
| 2    | Sven Nys            | 60  | 60  | 60  | 35  | 28  | 56  | 299    |
| 3    | Bart Wellens        | 50  | –   | 50  | 40  | 60  | 80  | 280    |
| 4    | Ben Berden          | 45  | 45  | 30  | 60  | 24  | 36  | 240    |
| 5    | Tom Vannoppen       | 11  | 19  | 45  | 28  | 35  | 100 | 238    |
| 6    | Erwin Vervecken     | 19  | 8   | 22  | 45  | 45  | 90  | 229    |
| 7    | Francis Mourey      | 30  | 35  | 40  | 19  | 26  | 40  | 190    |
| 8    | Sven Vanthourenhout | 35  | 14  | 28  | 30  | 30  | 52  | 189    |
| 9    | Christian Heule     | 28  | 28  | 20  | 18  | 15  | 70  | 179    |
| 10   | John Gadret         | 24  | 40  | 17  | 20  | 20  | 48  | 169    |
| 11   | Jiří Pospíšil       | –   | 50  | 24  | 26  | 40  | –   | 140    |
| 12   | Petr Dlask          | 20  | 30  | 35  | –   | 4   | 44  | 133    |
| 13   | Wilant van Gils     | –   | 17  | 3   | 24  | 18  | 34  | 96     |
| 14   | Václav Ježek        | 16  | 22  | 15  | 17  | 14  | 12  | 96     |
| 15   | Martin Zlámalík     | 18  | 26  | 16  | 14  | 1   | 20  | 95     |

| – |

### Uitslagen
| #  | Naam                | Tijd  |
| -- | ------------------- | ----- |
| 1  | Sven Nys            | 57.08 |
| 2  | Bart Wellens        | zt    |
| 3  | Ben Berden          | zt    |
| 4  | Richard Groenendaal | zt    |
| 5  | Sven Vanthourenhout | zt    |
| 6  | Francis Mourey      | zt    |
| 7  | Christian Heule     | zt    |
| 8  | Enrico Franzoi      | zt    |
| 9  | John Gadret         | zt    |
| 10 | Gerben de Knegt     | zt    |

| #  | Naam                | Tijd    |
| -- | ------------------- | ------- |
| 1  | Sven Nys            | 1:00.45 |
| 2  | Jiri Pospisil       | + 0.08  |
| 3  | Ben Berden          | + 0.45  |
| 4  | John Gadret         | + 0.49  |
| 5  | Francis Mourey      | + 0.51  |
| 6  | Petr Dlask          | zt      |
| 7  | Christian Heule     | + 1.07  |
| 8  | Martin Zlamalik     | + 1.21  |
| 9  | Richard Groenendaal | zt      |
| 10 | Václav Ježek        | zt      |

| #  | Naam                | Tijd    |
| -- | ------------------- | ------- |
| 1  | Sven Nys            | 1:05.57 |
| 2  | Bart Wellens        | zt      |
| 3  | Tom Vannoppen       | + 0.02  |
| 4  | Francis Mourey      | zt      |
| 5  | Petr Dlask          | zt      |
| 6  | Ben Berden          | zt      |
| 7  | Sven Vanthourenhout | zt      |
| 8  | Enrico Franzoi      | zt      |
| 9  | Jiri Pospisil       | zt      |
| 10 | Erwin Vervecken     | zt      |

| #  | Naam                | Tijd    |
| -- | ------------------- | ------- |
| 1  | Ben Berden          | 1.00.36 |
| 2  | Richard Groenendaal | + 0.06  |
| 3  | Erwin Vervecken     | + 0.25  |
| 4  | Bart Wellens        | + 0.32  |
| 5  | Sven Nys            | zt      |
| 6  | Sven Vanthourenhout | + 2.03  |
| 7  | Tom Vannoppen       | + 2.35  |
| 8  | Jiri Pospisil       | + 3.03  |
| 9  | Wilant van Gils     | + 3.13  |
| 10 | Dariusz Gil         | + 3.33  |

| #  | Naam                | Tijd    |
| -- | ------------------- | ------- |
| 1  | Bart Wellens        | 1:02.19 |
| 2  | Richard Groenendaal | + 0.20  |
| 3  | Erwin Vervecken     | + 1.21  |
| 4  | Jiri Pospisil       | + 1.29  |
| 5  | Tom Vannoppen       | + 1.51  |
| 6  | Sven Vanthourenhout | + 2.11  |
| 7  | Sven Nys            | + 2.36  |
| 8  | Francis Mourey      | + 2.50  |
| 9  | Ben Berden          | + 2.59  |
| 10 | Arnaud Labbe        | + 3.08  |

| #  | Naam                  | Tijd    |
| -- | --------------------- | ------- |
| 1  | Richard Groenendaal   | 1:01.59 |
| 2  | Tom Vannoppen         | + 0.51  |
| 3  | Erwin Vervecken       | zt      |
| 4  | Bart Wellens          | zt      |
| 5  | Christian Heule       | zt      |
| 6  | Wesley Van Der Linden | zt      |
| 7  | Sven Nys              | zt      |
| 8  | Sven Vanthourenhout   | zt      |
| 9  | John Gadret           | + 0.57  |
| 10 | Petr Dlask            | + 0.57  |

## Vrouwen elite

### Kalender en podia
| Datum      | Locatie    | Eerste               | Tweede            | Derde                | Leidster in het klassement |
| ---------- | ---------- | -------------------- | ----------------- | -------------------- | -------------------------- |
| 26/10/2003 | Turijn     | Daphny van den Brand | Hanka Kupfernagel | Marianne Vos         | Daphny van den Brand       |
| 16/11/2003 | St. Wendel | Hanka Kupfernagel    | Alison Dunlap     | Maryline Salvetat    | Hanka Kupfernagel          |
| 07/12/2003 | Wetzikon   | Hanka Kupfernagel    | Maryline Salvetat | Laurence Leboucher   | Hanka Kupfernagel          |
| 28/12/2003 | Koksijde   | Hanka Kupfernagel    | Maryline Salvetat | Marianne Vos         | Hanka Kupfernagel          |
| 18/01/2004 | Nommay     | Hanka Kupfernagel    | Maryline Salvetat | Daphny van den Brand | Hanka Kupfernagel          |
| 12/02/2004 | Pijnacker  | Marianne Vos         | Hanka Kupfernagel | Daphny van den Brand | Hanka Kupfernagel          |

### Eindklassement
| Pos. | Renster                | TUR | WEN | WET | KOK | NOM | PIJ | Punten |
| ---- | ---------------------- | --- | --- | --- | --- | --- | --- | ------ |
| 1    | Hanka Kupfernagel      | 50  | 60  | 60  | 60  | 60  | 100 | 390    |
| 2    | Marianne Vos           | 45  | 30  | 30  | 45  | 22  | 120 | 292    |
| 3    | Maryline Salvetat      | 35  | 45  | 50  | 50  | 50  | 56  | 286    |
| 4    | Reza Hormes-Ravenstijn | 40  | 28  | 40  | 35  | 28  | 70  | 241    |
| 5    | Daphny van den Brand   | 60  | –   | –   | 40  | 45  | 90  | 235    |
| 6    | Nadia Triquet-Claude   | 28  | 40  | 35  | 30  | 40  | 44  | 217    |
| 7    | Laurence Leboucher     | –   | 19  | 45  | 28  | 26  | 80  | 198    |
| 8    | Birgit Hollmann        | –   | 24  | 24  | 24  | 35  | 60  | 167    |
| 9    | Victoria Wilkinson     | 19  | 35  | 15  | 16  | 20  | 38  | 143    |
| 10   | Hilde Quintens         | 30  | 22  | 19  | 20  | 6   | 40  | 137    |
| 11   | Corine Dorland         | –   | 15  | 26  | 26  | 17  | 52  | 136    |
| 12   | Anja Nobus             | –   | 26  | 28  | 15  | 10  | 48  | 127    |
| 13   | Katrin Helmke          | 20  | 20  | 22  | 14  | 16  | –   | 92     |
| 14   | Loes Sels              | –   | –   | 17  | 19  | 13  | 36  | 85     |
| 15   | Alison Dunlap          | –   | 50  | –   | –   | 24  | –   | 74     |

Kampioenschappen:  Wereldkampioenschappen · 
 Europese kampioenschappen · 
 Belgische kampioenschappen · 
 Nederlandse kampioenschappen
Klassementen:  Wereldbeker · 
 Superprestige · 
 GvA Trofee · 
 Budvar Cup · 
 Challenge national
1993-1994 · 1994-1995 · 1995-1996 · 1996-1997 · 1997-1998 · 1998-1999 · 1999-2000 · 2000-2001 · 2001-2002 · 2002-2003 · 2003-2004 · 2004-2005 · 2005-2006 · 2006-2007 · 2007-2008 · 2008-2009 · 2009-2010 · 2010-2011 · 2011-2012 · 2012-2013 · 2013-2014 · 2014-2015 · 2015-2016 · 2016-2017 · 2017-2018 · 2018-2019 · 2019-2020 · 2020-2021 · 2021-2022 · 2022-2023 · 2023-2024 · 2024-2025